# Denys Chaus
Denys Vladimirovitch Chaus (en russe : Денис Владимирович Чаус) est un joueur ukrainien de volley-ball né le 1er mai 1983 à Ternopil (RSS d'Ukraine). Il mesure 2,05 m et joue central. Il est international ukrainien.

## Clubs
| Club                      | De        | À         |
| ------------------------- | --------- | --------- |
| Dinamo Kiev               | 2000-2001 | 2002-2003 |
| Azot Tcherkassy           | 2003-2004 | 2006-2007 |
| Samotlor Nijnievartovsk   | 2007-2008 | 2007-2008 |
| Dynamo-Yantar Kaliningrad | 2008-2009 | 2009-2010 |
| Dinamo Krasnodar          | 2011-2012 | ...       |

## Palmarès
- Championnat d'Ukraine (1)
  - Vainqueur : 2006
  - Finaliste : 2007